# Canon automoteur antichar Semovente 90/53
Le canon automoteur antichar Semovente M.41M 90/53 a été fabriqué en Italie durant la Seconde Guerre mondiale. Il était équipé d'un canon Ansaldo de 90/53 Mod 39 de 90 mm. La production totale fut de 30 unités en 1942.

## Historique
Dès le lancement de la campagne de Russie, l'opération Barbarossa, de nouveaux chars russes firent leur apparition. C'étaient les puissants chars T-34 et KV-1 dotés de blindages et d'armements exceptionnels pour l'époque (45 mm inclinés à 60° pour les T-34, jusqu'à 110 mm pour les Kliment Voroshilov), tous deux armés de canons de 76,2 mm. Même les plus puissants chars allemands, les Panzer IV modèle F, armés avec un canon de 75 mm, connaissaient de grosses difficultés face à ces monstres.
Si la situation de l'armée allemande était délicate, celle de l'armée italienne n'était pas meilleure. Aucune arme italienne n'était capable de percer les blindages de ces chars. Les meilleurs chars italiens en service, les Fiat M13/40, disposaient d'un canon de 47 mm tandis que les chars russes disposaient d'un canon de 76,2 mm. 
Ayant à disposition l'excellent canon Ansaldo de 90/53, l'État Major de l'Armée royale italienne (le Regio Esercito) décida de faire construire un semovente (littéralement : « [canon] automoteur ») en installant ce canon sur le châssis du futur char lourd P26/40, mais comme le développement de ce dernier ne serait jamais prêt pour cette campagne de Russie, c'est finalement sur le châssis du char moyen M14/41 que fut installé le canon Ansaldo.

## Conception et production
La solution envisagée était d'utiliser une bouche de feu conçue pour les tirs contre avions : ce type d'arme de gros calibre disposait d'une portée et d'une vitesse initiale du projectile parfaites pour être utilisées pour des actions antichars. 
L'excellent canon antiaérien Ansaldo 90/53 Mod 39 fut donc retenu, il avait des caractéristiques supérieures au célèbre canon de 88 de l'armée allemande.
La première étude de base avait prévu l'utilisation du châssis du futur char lourd P26/40, mais ce dernier étant toujours en étude, les délais fixés ne pouvaient être tenus. Il fut alors décidé de reprendre le châssis du char moyen M14/41 qui avait déjà fait ses preuves.
Le canon fut donc monté sur le châssis du M14/41 modifié à cet effet. Le canon était très décalé vers l'arrière et ne dépassait pas du châssis à l'avant, ce qui facilitait grandement les tirs. 
La société Ansaldo reçut le cahier des charges du nouveau véhicule le 29 décembre 1941, mais Ansaldo avait commencé à travailler sur ce projet dès le début de l'automne, et une maquette était déjà prête en novembre. Le projet fut approuvé le 27 janvier 1942 et le prototype du semovente M.41M (pour Modificato) était prêt à entreprendre les tests le 5 mars 1942. En fait, l'armée italienne avait passé une commande pour 30 exemplaires dès le 17 janvier.
Le Semovente 90/53 n'avait pas la prétention d'être un chasseur de chars mais restait un canon automoteur, bien qu'il eût pu assurer cette fonction très spécifique dans les conflits armés modernes. 
Son rôle n'était pas de se battre en première ligne ni de servir de char d'assaut, mais de rester en position retranchée et atteindre ses cibles à distance de sécurité, grâce à la portée exemplaire de son canon ; il n'avait donc pas à rouler vite et ne fut pas équipé d'un moteur de très forte puissance. Pour les mêmes raisons, il ne disposait pas non plus d'un blindage lourd. Son atout principal était son canon puissant et très précis, capable de percer les blindages des chars modernes les plus puissants et protégés, comme les Churchill Mk VII avec leur blindage avant de 152 mm. 
Son seul inconvénient était la faible capacité de stockage en munitions, ce qui l'obligeait à se faire accompagner d'un char L6/40 transformé en porte-munitions.

## Caractéristiques techniques détaillées
- Lieu de production : Usine Ansaldo - Italie ;
- Période de service : 1941-1943 (Italie) 1943-1945 (Allemagne) ;
- Pays utilisateurs : Italie, Allemagne (après l'armistice italien) ;
- Nombre d'exemplaires fabriqués : 30 ;
- Poids : 17 t ;
- Moteur : Fiat SPA 15T M41 - 11 980 cm3 - V8 diesel ;
- Puissance : 145 ch à 1 800 tr/min ;
- Boîte de vitesses : 4 avant + 2 arrière ;
- Longueur : 5,30 m ;
- Largeur : 2,26 m ;
- Hauteur : 2,18 m ;
- Vitesse maxi sur route : 35,5 km/h ;
- Vitesse maxi sur piste : 15 km/h ;
- Largeur chenille : 0,26 m ;
- Autonomie : 200 km ;
- Passage à gué : 1 m ;
- Hauteur de franchissement : 
  - mur de 90 cm,
  - tranchée de 2,1 m,
- Pente maxi : 30 % ;
- Équipage : 2 ;
- Armement primaire : canon antiaérien 90/53 Mod. 39 :
  - rotation : 40° à droite - 40° à gauche,
  - élévation : mini -5° / maxi +24°,
- Blindage : 
  - superstructure écran : 41 mm incliné à 28°,
  - frontal : 30 mm,
  - latéral : 25 mm,
  - arrière : 25 mm,
  - toiture : 15 mm,
  - fond de caisse : 6 mm.

## Utilisation opérationnelle
Avec les 30 exemplaires, l'armée italienne a constitué trois bataillons (gruppi), chacun sur deux compagnies de quatre unités. Ces bataillons ont reçu la fin de leur formation à Nettuno.
Le Semovente 90/53 avait été conçu à l'origine pour combattre sur le front russe en 1942. 
En 1943, quand l'armée italienne sut que les troupes alliées allaient débarquer en Sicile, elle constitua avec ces chars le 10e régiment antichar, dépendant de la 12e armée royale. Ils furent déployés dans la zone allant de Calatafimi à Caltanissetta, beaucoup furent détruits dans une bataille acharnée et sous les bombes américaines. Deux exemplaires furent abandonnés aux portes de Messine le 7 août 1943, et quatre furent capturés par les Alliés. Les six véhicules restés en réserve furent réquisitionnés par les Allemands après l'armistice le 8 septembre 1943 : ils firent grand usage de cet automoteur qu'ils rebaptisèrent Selbfahrlafette 90/53 801. 
On peut imaginer que l'exemplaire exposé à Aberdeen est un de ces derniers.